# 헬레이저
《헬레이저》(영어: Hellraiser)는 영국에서 제작된 클라이브 바커 감독의 1987년 초자연 공포 영화이다. 클레어 히긴스, 애슐리 로런스, 앤드루 로빈슨 등이 주연으로 출연하였고, 크리스토퍼 피그 등이 제작에 참여하였다. 바커가 1986년에 발표한 중편 소설 "The Hellbound Heart"에 기반을 두었다. 《악령의 상자》라는 제목으로도 알려져 있다.
엔터테인먼트 필름 디스트리뷰터스가 배급하였다. 개봉 당시에는 평가가 엇갈렸으나 오늘날 공포 영화 고전으로 일컬어지고 있다.
프랜차이즈화되었으며 속편 《헬레이저 2》(1988)로 이어진다.
2022년 리부트작 《헬레이저》가 개봉하였다.

## 줄거리
쾌락주의자 프랭크는 모로코에서 사디즘-마조히즘의 신경지 육욕을 맛볼 수 있는 이계 문을 여는 열쇠 역할을 하는 퍼즐 상자를 산다. 프랭크가 자택 다락에서 퍼즐을 풀자마자 갈고리가 달린 사슬이 튀어나와 그를 갈갈이 찢는다. 검은 예복을 입은 "시너바이트" 지도자, 일명 "핀헤드"가 상자를 줍고, 방은 원 상태로 돌아간다.
프랭크의 형인 래리, 프랭크와 불륜 관계를 맺어온 래리의 두 번째 아내 줄리아, 래리의 십대 딸 커스티가 프랭크의 집으로 이사를 온다. 래리는 매트리스를 다락으로 옮기는 중에 상처가 나고, 다락 바닥에 피를 흘리게 되면서 부지불식간에 프랭크를 피부가 없는 상태로 부활시킨다. 프랭크만이 채워주던 정욕에 몸이 달아오른 줄리아는 프랭크의 몸을 완성하기 위해 시체를 마련해 프랭크에게 공급하고, 프랭크는 피에 몸을 담궈 생기를 흡수하며 점차 인간화된다.
한편 커스티는 퍼즐을 풀어 엔지니어(Engineer) 등 시너바이트들을 소환하게 된다. 핀헤드는 인간들이 자신들을 천사 혹은 악마라고 생각하지만 실은 그저 고통과 쾌감을 더 이상 구분하지 못하는 탐험가에 불과하다고 소개한다. 커스티는 자신을 끌고가려고 하는 핀헤드에게 지옥에서 도망한 프랭크를 대신 데려가라고 한다. 핀헤드는 이 제안에 동의하면서 프랭크 본인으로부터 탈출을 인정하는 고백을 받아내라고 한다.
프랭크는 래리의 피부를 뒤집어쓰고 래리인 척 하지만 시너바이트들은 이에 속지 않는다. 커스티가 성관계를 거절하자 프랭크는 원기 회복 차원에서 커스티를 그냥 죽이려고 하는데 그 과정에서 엉뚱하게도 줄리아가 죽는다. 그러나 프랭크는 전혀 동요하지 않고 줄리아의 생기를 빨아먹는다. 프랭크는 자신이 래리를 죽였음을 밝힌 뒤 다시 커스티를 죽이려고 하지만, 이 고백을 듣고 시너바이트들이 등장하여 프랭크를 사슬로 조각낸다.
시너바이트들이 약속과 달리 커스티를 데려가려고 하자 커스티는 기지를 발휘해 퍼즐을 거꾸로 돌려 차원의 문을 닫아버린다. 커스티가 퍼즐 상자를 길거리 장작 더미 안에 집어던지자 이를 한 부랑자가 줍더니 날개가 달린 해골 형상으로 변신해 날아간다.
퍼즐 상자는 프랭크에게 상자를 팔았던 상인의 손에 다시 돌아가 다음 고객을 기다린다.

## 출연
- 클레어 히긴스 - 줄리아 코튼 역
- 애슐리 로런스 - 커스티 코튼 역
- 앤드루 로빈슨 - 래리 코튼 역
- 숀 채프먼 - 프랭크 코튼 역
- 로버트 하인스 - 스티브 역
- 더그 브래들리 - 시너바이트 지도자(일명 "핀헤드" 혹은 "지옥의 사제") 역
- 사이먼 뱀퍼드 - 채터링[6] 시너바이트 역

## 기타 제작진
- 보조 제작: 셀윈 로버츠
- 미술: 마이크 뷰캐넌
- 특수 효과: 밥 킨

## 반응

### 평가
평론가 킴 뉴먼은 1987년 먼슬리 필름 불러틴 9월호에 기고한 글에서 《이블 데드》(1981), 《나이트메어》(1984)처럼 공포 영화들이 대개 관객을 웃기려는 경향이 있는 시대에 진지한 어조를 취한 점이 제일 먼저 강하게 두드러진다고 평하였다.
Q는 도덕과 감정의 복잡성을 다룬 점이 이 영화의 가장 큰 강점이지만 안타깝게도 《후라이트 나이트》(1985), 《하우스》(1986)와 같은 공포 영화가 부려온 부적절한 익살에 익숙한 관객들에겐 이 영화의 가장 큰 약점으로 비춰질 것이라고 분석하였다.